# Асабійя
Асабійя (араб. عصبيّة, трансліт. ʿaṣabiyya, також «asabiyya», «відчуття приналежності» або «соціальна згуртованість») — це поняття соціальної солідарності з наголосом на єдності, почутті спільної мети та групової згуртованості, яке спочатку вживалася в контексті племінного та кланового ладу.  У сучасний період це поняття загалом є відповідником солідарності. Однак воно часто має негативні асоціації, оскільки подекуди може вказувати на шовінізм чи  вірність своїй соціальній групі незалежно від обставин.
Це поняття було відоме ще в доісламську епоху, але особливої популярності набуло в Мукаддимі Ібн Хальдуна, де воно описується як засадничий сполучник людського суспільства та основна рушійна сила історії, чиста лише в кочовому її прояві. Ібн Хальдун стверджував, що асабійя циклічно змінюється і безпосередньо пов'язана з піднесенням і занепадом цивілізацій: вона є найсильнішою на початку цивілізаційного циклу, занепадає в міру розвитку цивілізації, а потім на її місце приходить інша, більш потужна асабійя, яка допомагає заснувати іншу цивілізацію.

## Огляд

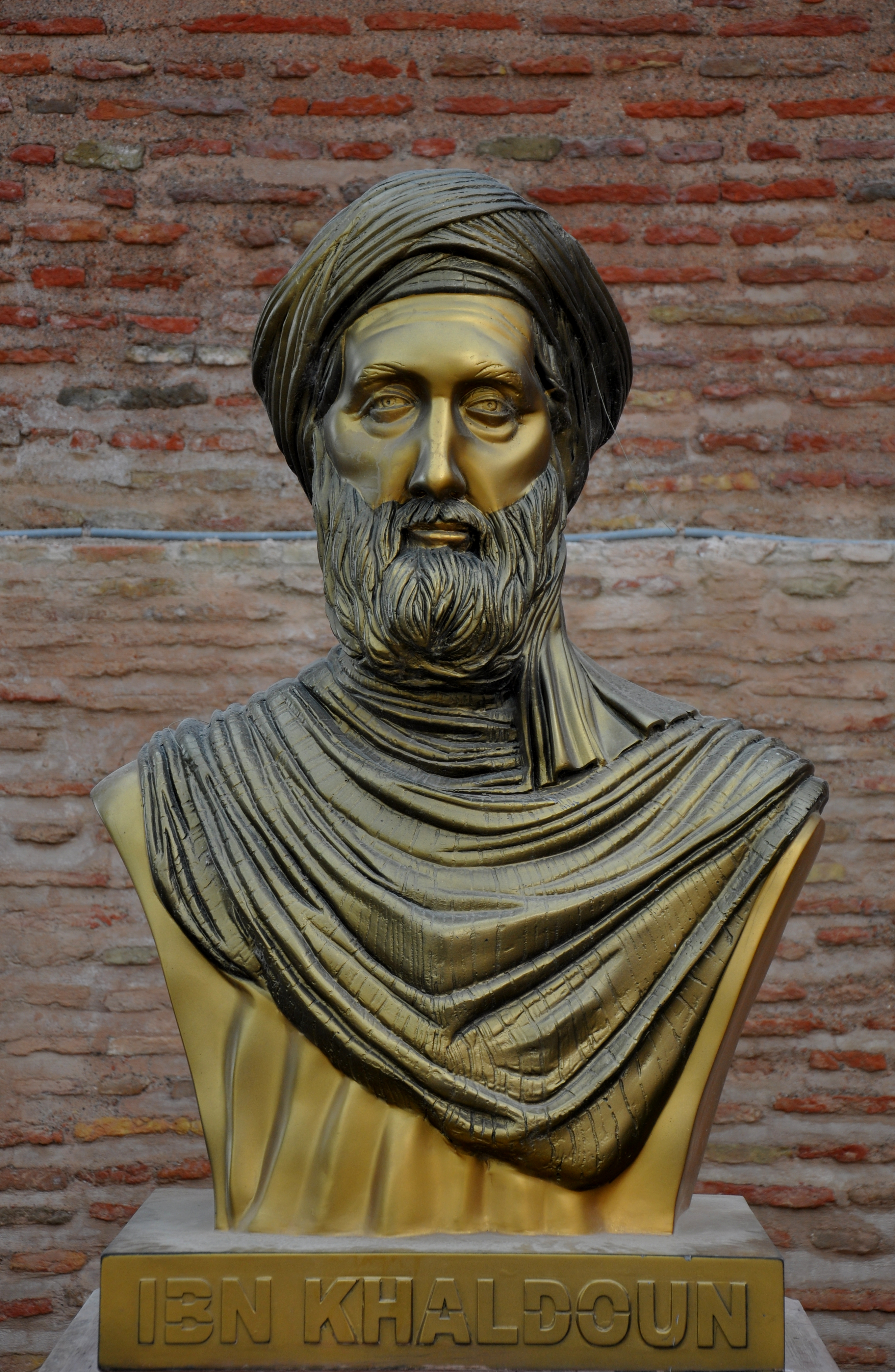
Бюст Ібн Хальдуна (1332–1406) біля входу в касбу міста Беджая, Алжир

Ібн Хальдун описує асабійю як взаємозв'язок згуртованості між людьми в громадоутворюючій спільноті. Цей зв'язок існує на будь-якому рівні цивілізації, від кочового суспільства до держав та імперій. Асабійя є найсильнішою на кочовому етапі та зменшується з розвитком цивілізації. Коли вона занепадає, її місце може посісти інша, більш потужна асабійя; таким чином, цивілізації здіймаються і занепадають, і історія описує перебіг цих циклів.
Ібн Хальдун стверджує, що кожна династія (або цивілізація) несе в собі зародки власного занепаду. Він пояснює, що нові владні роди, як правило, з’являються на периферії старих імперій і використовують набагато потужнішу асабійю, наявну на їхніх територіях, на свою користь, щоб домогтися зміни керівництва. Це означає, що нові правителі спочатку вважаються «варварами» порівняно з попередніми. У міру того, як вони утверджуються в центрі своєї нової імперії, вони стають дедалі більш розхлябаними, менш скоординованими, дисциплінованими та пильними, і більше занепокоєними збереженням своєї нової влади та способу життя. Їх асабійя перетворюється на міжусобиці та індивідуалізм, зменшуючи їхню спроможність як політичного об'єднання. Таким чином створюються умови, за яких на периферії їхньої сфери контролю може виникнути, зміцніти та здійснити зміну керівництва нова династія, продовжуючи цей цикл. Ібн Хальдун також стверджує в Мукаддимі, що «династії мають природну тривалість життя, як і люди», і що жодна династія зазвичай не триває більш як три покоління приблизно по 40 років кожне.

## Дивіться також
- Трайбалізм
- Етноцентризм
- Культури сорому та провини
- Наддержави

### Виноски
1. ↑  Ibn Khaldun. The Muqaddimah [Архівовано 2021-04-13 у Wayback Machine.], translated by Franz Rosenthal.
2. 1 2  Tibi, Bassam. Arab nationalism. 1997, p. 139

## Подальше читання
- Ahmed, Akbar S. 2003. Islam under siege: living dangerously in a post-honor world. Cambridge: Polity.
- Korotayev, Andrey. 2006. Secular Cycles and Millennial Trends in Africa. Moscow: URSS.
- Turchin, Peter. 2003. Historical Dynamics: Why States Rise and Fall. Princeton, NJ: Princeton University Press.

## Зовнішні посилання
- Asabiyya: Переосмислення зміни цінностей у глобалізованих суспільствах